# إل أستيريلو
بلدية إل أستيريلو (بالإسبانية: El Astillero)‏، هي إحدى بلديات منطقة كانتابريا, المصنفة على أنها مقاطعة أيضاً، في شمال إسبانيا.
يبلغ عدد سكانها 14.202 نسمة وفقاً لإحصائية سنة (2002).

## أعلام
- سيرجيو رويز ألونسو
- مانويل بريسيادو